# Термоклеевой пистолет
Термоклеевой пистолет — электромеханическое устройство для расплавления и дозированной подачи расплавленного клея. Наибольшее распространение получили пистолеты под клеевые палочки диаметром 11 мм (7⁄16 дюйма) и рабочей температурой 120—150°С. Иногда встречаются пистолеты и палочки калибра 7 мм (9/32 дюйма) с тем же составом. Для профессионального использования существует оборудование других калибров, например 5/8 дюйма (16 мм), 1 дюйм (25 мм), с рабочими температурами составов до 200°С.
Термоклеевой пистолет состоит из нагревателя и устройства подачи. Качественные пистолеты содержат устройство стабилизации температуры, быстро выходят на рабочий режим, снабжены специальными наконечниками и отсекающими устройствами, уменьшающими подтекание клея при простое.
Термоклеевые пистолеты бывают различной мощности от 15 (бытовые) до 100W (профессиональные).
Существуют пистолеты с дополнительными функциями помимо основной (плавления и выдавливания клея):
- Беспроводные пистолеты (аккумуляторные, либо с отсоединяемым проводом);
- Пистолеты с регулировкой температуры (переключение режимов для низкотемпературных и высокотемпературных клеевых стержней);
- Пистолеты со сменным соплом (возможность регулировки диаметра капли);
- Пистолеты с пневматической подачей стержня;
- Распылители горячего клея;

## История
Первый известный патент на устройство дозирования пластика датировано 1949 годом. В этой конструкции нагрев пластика уже был электрическим, пластик выдавливался пружиной, дозатор перекрывал выходное отверстие. Однако интереса эта слишком сложная конструкция не вызвала.
В 1965 году Ханс Паульсен получил патент US3204828A на портативный дозатор термопластичного связующего. Конструкция была упрощена до предела и получила определенное распространение в быту под брендом Thermogrip. Применены термоклеевые палочки, от современных бытовых пистолетов конструкция отличается отсутствием механической системы дозирования клея, палочку надо было продвигать в термокамеру рукой.
В середине 70-х годов термоклеевые пистолеты различного назначения начинают производиться многими компаниями.

## Галерея
- Устройство термоклеевого пистолета
- Профессиональный термоклеевой пистолет 5/8 дюйма
- Пневматический распылитель термоклея
- Беспроводной термоклеевой пистолет